# 大橋光吉
大橋 光吉（おおはし こうきち、1875年〈明治8年〉8月26日 - 1946年〈昭和21年〉7月3日）は、日本の実業家。共同印刷創業者で、同社初代代表取締役社長や、大日本印刷同業組合連合会会長を務めた。

## 人物・経歴
兵庫県出身。森垣治右衛門の四男として生まれ、大橋佐平の婿養子となる。1906年に精美堂を設立し、1925年にはこれを博文館印刷所と合併して共同印刷を設立した。1935年東京印刷同業組合組長、大日本印刷同業組合連合会会長。

## 親族
博文館創業者の大橋佐平は養父。妻は佐平の三女こう。
長男の大橋松雄は早稲田大学商学部卒業後、共同印刷入社、一時松竹ロビンスのオーナーも務めた。その妻芳江は安田善助の三女。共同印刷第2代社長の大橋芳雄は次男。東京高等工芸学校卒。その妻秀子は子爵戸田忠庸の長女。共同印刷第3代社長の大橋貞雄は三男。東京商科大学卒。二女の静は洋画家藤岡一の妻、三女の喜美子は南江堂創業者小立鉦四郞の長男正彦の妻。

## 著作
- 福井菊三郎 著、大橋光吉編輯 編『日本陶磁器と其国民性』共同印刷、1927年2月。 NCID BN13607297。全国書誌番号:47014002。
  - 福井菊三郎 著、大橋光吉編輯 編『日本陶磁器と其国民性』大空社〈叢書日本人論 31〉、1997年6月。ISBN 9784756804259。 NCID BA31335437。全国書誌番号:21657411。